# Apache Camel
Apache Camel是一个基于规则路由和中介引擎，提供企业集成模式的Java对象(POJO)的实现，通过应用程序接口（或称为陈述式的Java领域特定语言（DSL））来配置路由和中介的规则。领域特定语言意味着Apache Camel支持你在的集成开发工具中使用平常的，类型安全的，可自动补全的Java代码来编写路由规则，而不需要大量的XML配置文件。同时，也支持在Spring中使用XML配置定义路由和中介规则。
在面向服务的体系结构的项目中，Camel通常与Apache ServiceMix, Apache ActiveMQ以及Apache CXF一同使用。
一些独立的提供商，包括FuseSource（页面存档备份，存于），为Camel提供企业级的支持。 FuseSource提供Camel的经测试、认证并提供支持的企业级版本，称作FUSE Mediation Router（页面存档备份，存于）。

## 图书
- Ibsen, Claus; Anstey, Jonathan,  1st, Manning Publications: 552, 2010, ISBN 978-1-935182-36-8
- Ibryam, Bilgin,  1st, Packt Publishing: 62, 2013  [2013-12-01], ISBN 9781783283477, （原始内容存档于2013-12-03）